# Шмарин, Дмитрий Александрович
Дми́трий Алекса́ндрович Шмарин (род. 1967) — российский живописец-баталист. Заслуженный художник России, член-корреспондент Российской академии художеств.

## Биография

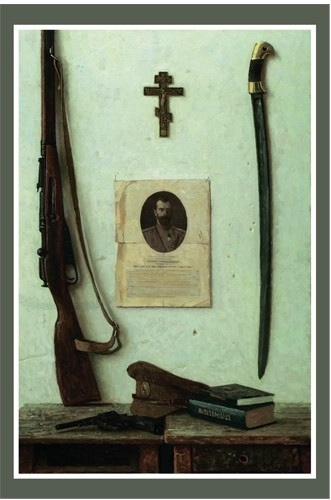
Репродукция картины Д. А. Шмарина «За Веру, Царя и Отечество» (масло на холсте, 2002 год) на почтовой открытке

Отец Дмитрия Александровича — коренной москвич, мать — кубанская казачка из Хадыженска, её мать — Раиса Петровна Говорова — родилась в станице Кабардинской. В детстве Дмитрий каждое лето проводил на Кубани у бабушки, которая много рассказывала внуку о Гражданской войне, во время которой были расстреляны её дед и дядя и которую она хорошо помнила. Сильное впечатление на Шмарина произвела книга А. В. Туркула «Дроздовцы в огне». Художник вспоминал:

Чем больше я погружался в исследования, тем больше симпатии и любви вызывали во мне люди, оставшиеся верными историческим заветам русского государства: белая гвардия, казачество, священство, крестьянство. Именно они вставали и ценой своей жизни утверждали идеалы Святой Руси: за Веру, Царя и Отечество. Меня неизменно потрясала самоотверженность подвига людей, ради борьбы бросавших семьи, дома, состояния, шедших на смерть за идею. Красота этой жертвы вдохновила на создание живописных образов белых рыцарей — белогвардейцев.
В 1981—1985 годах Дмитрий Александрович учился в Московской средней художественной школе при Московском академическом художественном институте им. В. И. Сурикова (МГАХИ). Окончив школу, проходил срочную службу в Советской армии. С 1987 по 1993 год обучался в МГАХИ в мастерской профессора В. И. Забелина. Дипломная работа — «Гражданская война. Расказачивание. 1919 год» — положила начало серии полотен художника, посвящённой истории казачества в России. В 1992 году прошёл стажировку в Германии в Высшей школе искусств Западного Берлина в мастерской профессора Питера Мюллера.
С 1994 года работает в Российской академии художеств в творческой мастерской академика А. П. Ткачева. В 1995 году вступил в Московский союз художников. В 2003 году стажировался во Франции в Международном центре искусств мадам Симоны Брюно. В 2010 году стал членом-корреспондентом Российской академии художеств.
О выбранном стиле и задачах художника в обществе Д. А. Шмарин сказал: 

Историческая живопись — уникальная возможность для художника перенестись в прошлое, ещё раз пережить события «давно минувших дней» и запечатлеть эти события на холсте. Задача современного русского художника, работающего над исторической темой, — вернуть России её украденную историю, показать истинный образ Православной Святой Руси, послужить возрождению вечных основ Русской жизни — Православия, Самодержавия, Народности.
Шмарин считает себя продолжателем дела русских живописных классиков и в меру своих сил и возможностей старается «нести людям свет». По политическим убеждениям — монархист.

## Участие в выставках
- Персональные выставки Д. А. Шмарина проходили в Москве в 1996, 1998, 1999, 2004, 2005, 2006 годах[1].
- 1997 год — участие в Симпозиуме живописи в Греции на острове Закинф (Российская академия художеств совместно с компанией «Внуковские авиалинии»); участник выставки-аукциона «Гармония контрастов. Русское искусство 2-й половины XX века» (Москва), объединение «Магнум-Арс» и Российская академия художеств; выставка «850 лет Москвы» (Московская городская Дума).
- 1998 год — выставка Творческой мастерской живописи РАХ (Москва, Академия ФСБ); выставка «Путь к Храму» (Москва, Музей Храма Христа-Спасителя); выставка «Исповедую Православие» (Москва, Славянский фонд культуры); «Белое движение. Исход» (Москва, Центральный музей Вооруженных сил при участии общества «Родина», США и Музея Белого движения, США-Россия); выставка в Президентском полку Московского Кремля[1].
- 1999 год — участие в IX Всероссийской художественной выставке «Россия» (Москва, Большой Манеж, СРХ); выставка живописи в РАО «Газпром» (Москва); «Имени Твоему», Всероссийская художественная выставка к 2000-летию Рождества Христова (Москва, ЦДХ, СРХ).
- 2000 год — выставка в Администрации президента Российской Федерации[1].
- 2001 год — участие во Всероссийской молодежной выставке СХ России (Москва, ЦДХ, СРХ); выставка «Современное российское искусство» (Москва, Российский Фонд Культуры).
- 2002 год — выставка живописи «Радость не умирает. Памяти учителя» (Москва, ЦДХ).
- 2003 год —  участник живописного пленера на Корсике, организованном Администрацией Президента Польши.
- 2004 год — 10-я Всероссийская выставка СХ России (Москва, ЦДХ, СРХ).
- 2005 год — Всероссийская выставка «60 лет Победы» (Москва, ЦДХ, СРХ); международная выставка живописи в Корее (Сеул).
- 2006 год — участник живописного пленера в Иерусалиме, организованном Московской Патриархией; «Братья Ткачевы и их ученики» (Москва).
- 2007 год — «20 Московских художников» (Москва); всероссийская художественная выставка «Молодые художники России» (Москва, ЦДХ, СРХ).
- 2008 год — Всероссийская художественная выставка «50 лет Союзу художников России» (Москва, ЦДХ, СРХ). «Великая Связь времен» (Москва, ЦДХ).
- 2009 год — 11-я Всероссийская художественная выставка «Россия» (Москва, ЦДХ, СРХ).
- 2010 год — выставка живописи в Государственной Думе РФ (Москва); выставка живописи «65 лет Победы» (Москва, ЦДХ).
- 2011 год — Персональная выставка живописи «Святая Русь» (Москва, ЦДХ).

## Награды и почётные звания
- 2001 год — награждён дипломом Российской академии художеств.
- 2002 год — награждён медалью Союза Художников России.
- 2005 год — награждён Золотой Медалью Российской академии художеств.
- 2011 год — указом Президента Российской Федерации награждён званием «Заслуженный художник России» «за достижения в области изобразительного искусства».

## Произведения в коллекциях
Картины Д. А. Шмарина находятся в собрании Московской Патриархии, в коллекциях банков «Российский кредит», «Еврофинанс Моснарбанк», «Газпром», Компании «Лукойл», в интерьерах гостиниц «Савой», «Редиссон Славянская», а также в частных художественных собраниях и музеях России, Германии, Норвегии, Италии, Испании, Франции, США.